# 3344 Модена
3344 Модена (енгл. 3344 Modena) је астероид главног астероидног појаса чија средња удаљеност од Сунца износи 2,415 астрономских јединица (АЈ).
Апсолутна магнитуда астероида је 12,9.